# Peter Hyams
Peter Hyams, född den 26 juli 1943 i New York, är en amerikansk filmregissör, manusförfattare och filmfotograf. Han har regisserat framförallt The Relic (1997) och End of Days (1999) med Arnold Schwarzenegger i huvudrollen.
Peter Hyams är far till John Hyams, som även han arbetar som filmskapare. Han har även sönerna Nick och Chris Hyams.

## Filmografi

### Film
| Film                            | År   | Regissör | Manus | Producent | Filmfotograf | Källor              |
| ------------------------------- | ---- | -------- | ----- | --------- | ------------ | ------------------- |
| T.R. Baskin                     | 1971 |          | Ja    | Ja        |              |                     |
| Busting                         | 1974 | Ja       | Ja    |           |              |                     |
| Our Time                        | 1974 | Ja       |       |           |              |                     |
| Peeper                          | 1975 | Ja       |       |           |              |                     |
| Telefon                         | 1977 |          | Ja    |           |              |                     |
| Capricorn One                   | 1978 | Ja       | Ja    |           |              |                     |
| I skuggan av ett krig           | 1979 | Ja       | Ja    |           |              | [ 2 ] [ 3 ] [ 4 ]   |
| The Hunter                      | 1980 |          | Ja    |           |              |                     |
| Outland                         | 1981 | Ja       | Ja    |           |              | [ 2 ] [ 5 ] [ 6 ]   |
| Den inre cirkeln                | 1983 | Ja       | Ja    |           |              | [ 2 ] [ 7 ] [ 8 ]   |
| 2010                            | 1984 | Ja       | Ja    | Ja        | Ja           | [ 2 ] [ 9 ] [ 10 ]  |
| Skjut inte på min kompis        | 1986 | Ja       |       | Executive | Ja           | [ 2 ] [ 11 ] [ 12 ] |
| Monsterklubben                  | 1987 |          |       | Executive |              |                     |
| Presidio – Brottsplatsen        | 1988 | Ja       |       |           | Ja           | [ 2 ] [ 13 ]        |
| Farligt möte                    | 1990 | Ja       | Ja    |           | Ja           | [ 2 ] [ 14 ] [ 15 ] |
| TV-terror                       | 1992 | Ja       |       |           | Ja           | [ 2 ] [ 16 ] [ 17 ] |
| Timecop                         | 1994 | Ja       |       |           | Ja           | [ 2 ] [ 18 ] [ 19 ] |
| Sudden Death                    | 1995 | Ja       |       |           | Ja           | [ 2 ] [ 20 ]        |
| The Relic                       | 1997 | Ja       |       |           | Ja           | [ 2 ] [ 21 ] [ 22 ] |
| End of Days                     | 1999 | Ja       |       |           | Ja           | [ 2 ] [ 23 ] [ 24 ] |
| The Musketeer                   | 2001 | Ja       |       |           | Ja           | [ 2 ] [ 25 ] [ 26 ] |
| A Sound of Thunder              | 2005 | Ja       |       |           | Ja           | [ 2 ] [ 27 ] [ 28 ] |
| Falskt alibi                    | 2009 | Ja       | Ja    |           | Ja           | [ 29 ] [ 2 ]        |
| Universal Soldier: Regeneration | 2009 |          |       |           | Ja           |                     |
| Enemies Closer                  | 2013 | Ja       |       |           | Ja           | [ 30 ]              |